# 刘少卿
刘少卿（1922年—2005年），男，汉族，河北巨鹿人，西安标准件总厂视察员。反封锁时，修复汽车偏心轴，各种齿轮等件，达到当时苏联水平，研究中碳合金齿轮十余公里无磨痕，侵铸高沿瓦片，电渣炼高速钢刀具等，支援扶眉战役，搞技术协作，进行传帮带，被评为全国劳动模范。

## 主要业绩成就
- 1947年－1960年为助理公务员、技术员、车间主任、工程师、副厂长、党委委员、视察员。
- 1954年－1955年被评为交通系统劳模、交通部劳模、全国劳模。
- 1958年评为厂、区、市劳模、陕西省特等劳模，全国劳动模范。[2]